# Brave the Storm
Brave the Storm è il secondo album degli Shy, pubblicato nel 1985 per l'etichetta discografica RCA/BMG Records.

## Tracce
1. Hold on (To Your Love)
2. My Apollo
3. Reflections
4. Keep the Fires Burning
5. Hunter
6. Brave the Storm
7. Wild, Wild Woman
8. Caught in the Act
9. Was I Wrong?

### Tracce bonus (remaster)
- 10. Hold On to Your Love (Extended Version)
- 11. Stranger In Town
- 12. Deep Water
- 13. Give Me A Chance
- 14. Two Hearts (Live)
- 15. Behind Closed Doors (Live)

## Formazione
- Tony Mills - voce
- Steve Harris - chitarra
- Roy Stephen Davis - basso
- Alan Kelly - batteria
- Paddy McKenna - tastiere